# Blaton
Blaton är en ort i Belgien.   Den ligger i provinsen Hainaut och regionen Vallonien, i den västra delen av landet, 60 kilometer sydväst om huvudstaden Bryssel. Blaton ligger 40 meter över havet och antalet invånare är 4 066.
Terrängen runt Blaton är platt. Runt Blaton är det tätbefolkat, med 570 invånare per kvadratkilometer.. Närmaste större samhälle är Péruwelz, 4,8 kilometer väster om Blaton. 
Omgivningarna runt Blaton är en mosaik av jordbruksmark och naturlig växtlighet.